# La bellavita
| Recensione | Giudizio |
| ---------- | -------- |
| Newsic     | 7,5/10   |
| Rockol     | 6,5/10   |

La bellavita è il secondo album in studio del rapper italiano Artie 5ive, pubblicato il 28 marzo 2025 dalla Warner Italy.

## Promozione
È stato anticipato dagli estratti 00, Milano Testarossa e Bambola, gli ultimi due rispettivamente in duetto con Guè e Niky Savage; mentre il secondo si è fermato al 20º posto della Top Singoli ed è stato certificato oro dalla Federazione Industria Musicale Italiana per le 50 000 unità, il terzo si è spinto fino al 9º posto, segnando la sua sesta entrata nella top ten nazionale ed è stato certificato disco d'oro. Pietà, inciso assieme a Kid Yugi, è stato diffuso come singolo radiofonico in concomitanza con l'uscita del disco.
A supporto del progetto è prevista una tournée musicale da svolgersi nella seconda metà dell'anno.

## Tracce
1. Intro (La bella vita) – 3:31 (Ivan Arturo Barioli, Gaetano Aliotta, Leonardo Siddu)
2. Montecarlo – 2:45 (Ivan Arturo Barioli, Francesco Turolla, Leonardo Siddu, Lorenzo Bassotti)
3. Brazy (feat. Tony Boy) – 2:18 (Ivan Arturo Barioli, Antonio Hueber, Daniele Veglia, Leonardo Siddu, Rel)
4. Ogni amico mio – 2:59 (Ivan Arturo Barioli, Geatano Aliotta, Leonardo Siddu, Lorenzo Bassotti)
5. Sogno americano – 2:56 (Ivan Arturo Barioli, Leonardo Siddu, Niccolò Pucciarmati)
6. FW/SS25 (Freestyle) – 2:57 (Ivan Arturo Barioli, Leonardo Siddu, Lorenzo Bassotti, Lorenzo Fornaca)
7. Tu – 2:49 (Ivan Arturo Barioli, Leonardo Siddu)
8. Are U Crazy? (feat. Capo Plaza) – 3:27 (Ivan Arturo Barioli, Luca D'Orso, Leonardo Siddu)
9. Dodge Durango – 2:50 (Ivan Arturo Barioli, Leonardo Siddu)
10. Litorale (feat. Guè) – 3:52 (Ivan Arturo Barioli, Cosimo Fini, Francesco Turolla, Leonardo Siddu, Lorenzo Bassotti)
11. Davverodavvero – 2:46 (Ivan Arturo Barioli, Leonardo Siddu)
12. Milano a Ferragosto – 2:14 (Ivan Arturo Barioli, Francesco Turolla, Leonardo Siddu, Lorenzo Bassotti)
13. Pietà (feat. Kid Yugi) – 3:28 (Ivan Arturo Barioli, Francesco Stasi, Chahid Farih, Ilyasse El Hana, Leonardo Siddu, Sahand Aghdasi)
14. Mama – 2:46 (Ivan Arturo Barioli, Leonardo Siddu)
15. I Got 2 Go (Outro) – 3:30 (Ivan Arturo Barioli, Leonardo Siddu)
16. Milano Testarossa (feat. Guè) – 3:18 (Ivan Arturo Barioli, Cosimo Fini, Leonardo Siddu)
17. Bambola (feat. Niky Savage) – 3:14 (Ivan Arturo Barioli, Nicholas Alfieri, Francesco Turolla, Leonardo Siddu, Lorenzo Bassotti)
18. 00 – 2:14 (Ivan Arturo Barioli, Leonardo Siddu)

## Successo commerciale
La bellavita ha segnato la prima numero uno del rapper nella classifica FIMI Album; allo stesso tempo, è risultato il disco più venduto della settimana nei formati fisici. Diciassette tracce su diciotto sono entrate nella Top Singoli; di esse, Sogno americano è stata quella più fortunata, debuttando al 4º posto. Il disco ha superato la soglia delle 25 000 unità equivalenti in meno di venti giorni, venendo certificato oro dalla Federazione Industria Musicale Italiana. Ha raddoppiato le vendite in poco più di un mese, diventando platino.

## Classifiche
| Classifica (2025) | Posizione massima |
| ----------------- | ----------------- |
| Italia            | 1                 |
| Svizzera          | 19                |